# Цифрова фоторамка

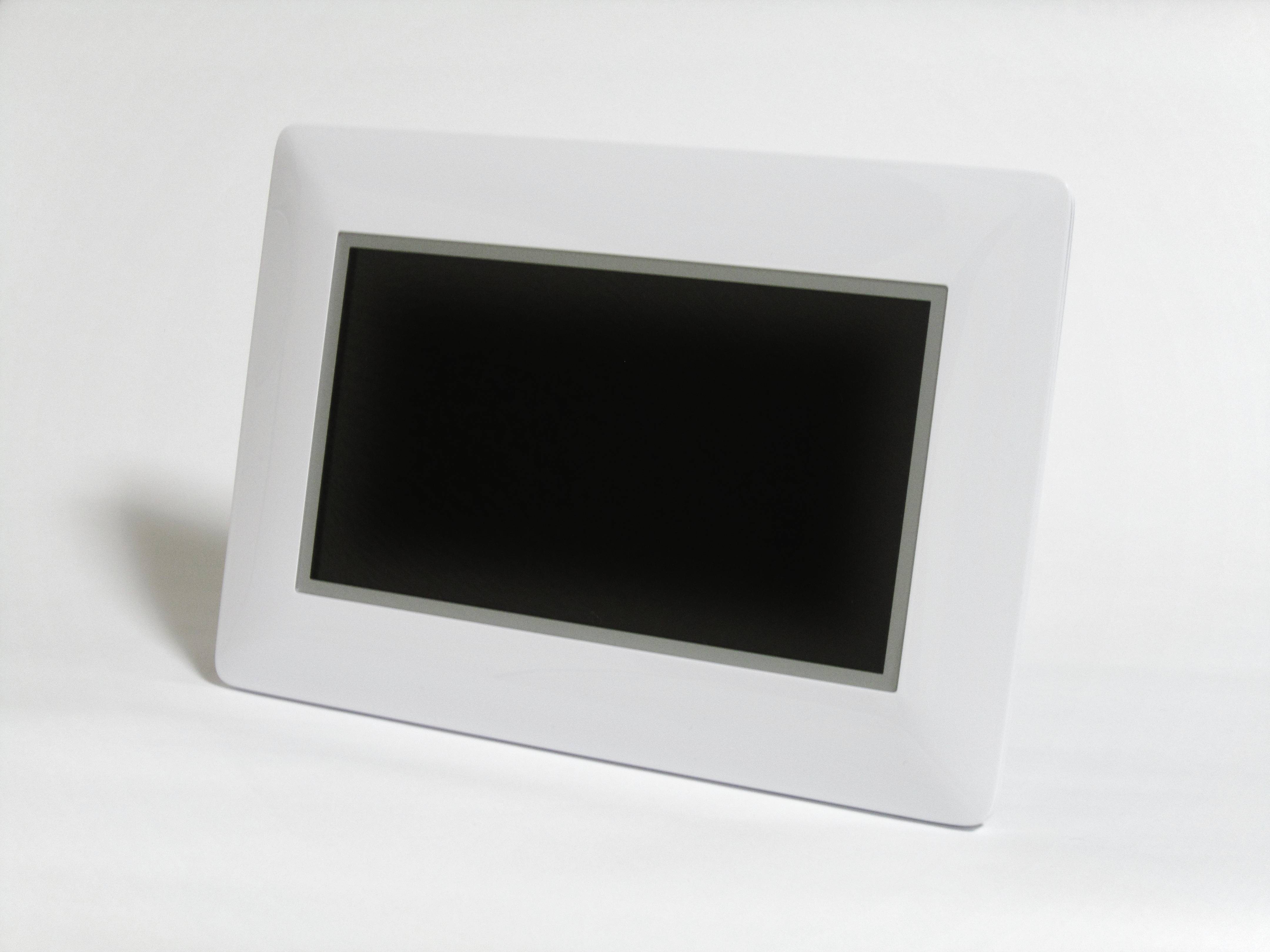
Цифрова фоторамка від Huawei

Цифрова фоторамка (англ. digital photo frame) — електронний пристрій, призначений для зчитування і показу зображень, записаних у цифровому вигляді. Цифрову фоторамку можна розглядати як еволюцію звичайної фотографії.

## Особливості
Цифрова фоторамка працює від електромережі через вбудований або зовнішній блок живлення. Існують фоторамки з акумулятором, тривалість роботи акумуляторів від 40 хвилин до 3 годин в залежності від моделі. Показ фотографій ведеться з вбудованої пам'яті, або з зовнішніх флеш-накопичувачів, таких як карти пам'яті і USB флеш-носіїв. Фотографії можна дивитися як обрані, залишаючи на тривалий час одну на екран, так і автоматично змінюючи зображення (слайд-шоу). Швидкість і частота зміни світлин змінюється в налаштуваннях цифрової фоторамки. Формат цифрових фотозображень, які безперешкодно[що?] відтворює фоторамка jpeg.[джерело?] Є цифрові фоторамки, які вміють програвати інші формати розширень, такі як формати відеофайлів mpeg, avi, mov і формати музичних файлів mp3, wav тощо. У таких цифрових фоторамках можна прослуховувати музику спільно з показом фотографій, а також переглядати відео зі звуком.

## Характеристики

### Дисплей
Рідкокристалічний стандартних розмірів від 7 до 10". Зустрічаються маленькі фоторамки 5" і менше, а також великі понад 12".
Роздільна здатність дисплея від 430x234 до 800x600 пікселів, але може бути і вище до 1024х768 пікселів. Найчастіше, роздільна здатність залежить від розмірів екрана.

### Пам'ять
Вбудована пам'ять або відсутня, або від 16Мб до 2Гб і вище. Цифрові фоторамки приймають зовнішні джерела зберігання інформації (карти пам'яті SD, CF, MMC або флеш накопичувачі USB).

## Застосування
Цифрову фоторамку можна використовувати на столі, на полиці, вішати на стіну, тримати в руках, керувати показом фотографій з пульта дистанційного керування.